# Cathetosaurus lewisi
Cathetosaurus lewisi es la única especie conocida del género extinto Cathetosaurus de dinosaurio saurópodo camarasáurido que vivió a finales del período Jurásico, hace aproximadamente entre 155 y 152 millones de años, en el Kimmeridgiense y el Titoniense, en lo que hoy es Norteamérica. El espécimen holotipo fue descrito originalmente por James Jensen a partir de fósiles hallados en Wyoming, Estados Unidos, en la parte superior de la Formación de Morrison y se encuentra alojado en las colecciones de la Universidad Brigham Young. Cathetosaurus lewisi es contemporáneo del rango temporal de Camarasaurus grandis. Supuestamente se diferenciaba de otras especies debido a la bifurcación, separación, de sus vértebras del cuello que inicia en un punto diferente del cuello, y los tendones osificados presentes en la región de la cadera. Sin embargo, ninguno de los especímenes conocidos Camarasaurus están lo bastante bien preservados como para asegurar que las supuestamente distintas vértebras del cuello realmente se diferencian, y los tendones óseos de la cadera también son conocidos en especímenes adultos muy grandes de las especies C. lentus y C. supremus, indicando que esta diferencia puede ser un rasgo que cambiaba con la edad. Esta especie fue denominada originalmente Cathetosaurus lewisi y más tarde fue sinonimizada con otras especies de Camarasaurus. Investigaciones posteriores han separado a ambos géneros de nuevo, basándose en el reconocimiento de un segundo ejemplar de Cathetosaurus. Para esto se basa en los siguientes  rasgos diagnósticos de Cathetosaurus, la pelvis está rotada en vista anterior, de modo que el pubis se proyecta posteroventralmente, y el isquion se proyecta posteriormente, , las espinas que se proyectan lateroventralmente en las espinas neurales de las últimas vértebras dorsales, posee  diapófisis posteriores cervicales y dorsales anteriores que tienen una proyección anterior lateral a la prezigapófisis, el hueso frontal con una proyección anterior en la mitad extendiéndose sobre los huesos nasales, tiene un supraoccipital trapezoidal, esta expandido más dorsalmente que ventralmente, un proyección lateral en la parte dorsal del hueso lacrimal, y un pterigoideo con fenestra y el gran foramen pineal entre los huesos frontales.